# Statut personnel (France)
En France, le statut personnel ou statut civil de droit local est le statut dont relèvent certaines personnes de nationalité française originaires de territoires de la France d'outre-mer : Mayotte, Wallis-et-Futuna et Nouvelle-Calédonie.
Le maintien des statuts personnels est garanti par l'article 75 de la constitution du 4 octobre 1958 qui dispose que « les citoyens de la République [française] qui n'ont pas le statut civil de droit commun, seul visé à l'article 34 [de la constitution], conservent leur statut personnel tant qu'ils n'y ont pas renoncé ». Cet article reprend le premier alinéa de l'article 82 de la constitution du 27 octobre 1946 qui disposait que « les citoyens qui n'ont pas le statut civil français conservent leur statut personnel tant qu'ils n'y ont pas renoncé ».
Le statut personnel est un statut civil qui concerne l'état et la capacité des personnes, les régimes matrimoniaux ainsi que les successions et libéralités.

## Histoire
Selon Judith Surkis à propos des débats de droit colonial français sur les politiques autour de la polygamie en Algérie, « le statut personnel musulman, récemment défini, vint à représenter un scandaleux mais nécessaire "état d’exception" qui confirmait à la fois la souveraineté juridique française et la dignité du titre de citoyen français. »